# Botschaft des Königreichs Saudi-Arabien in Berlin

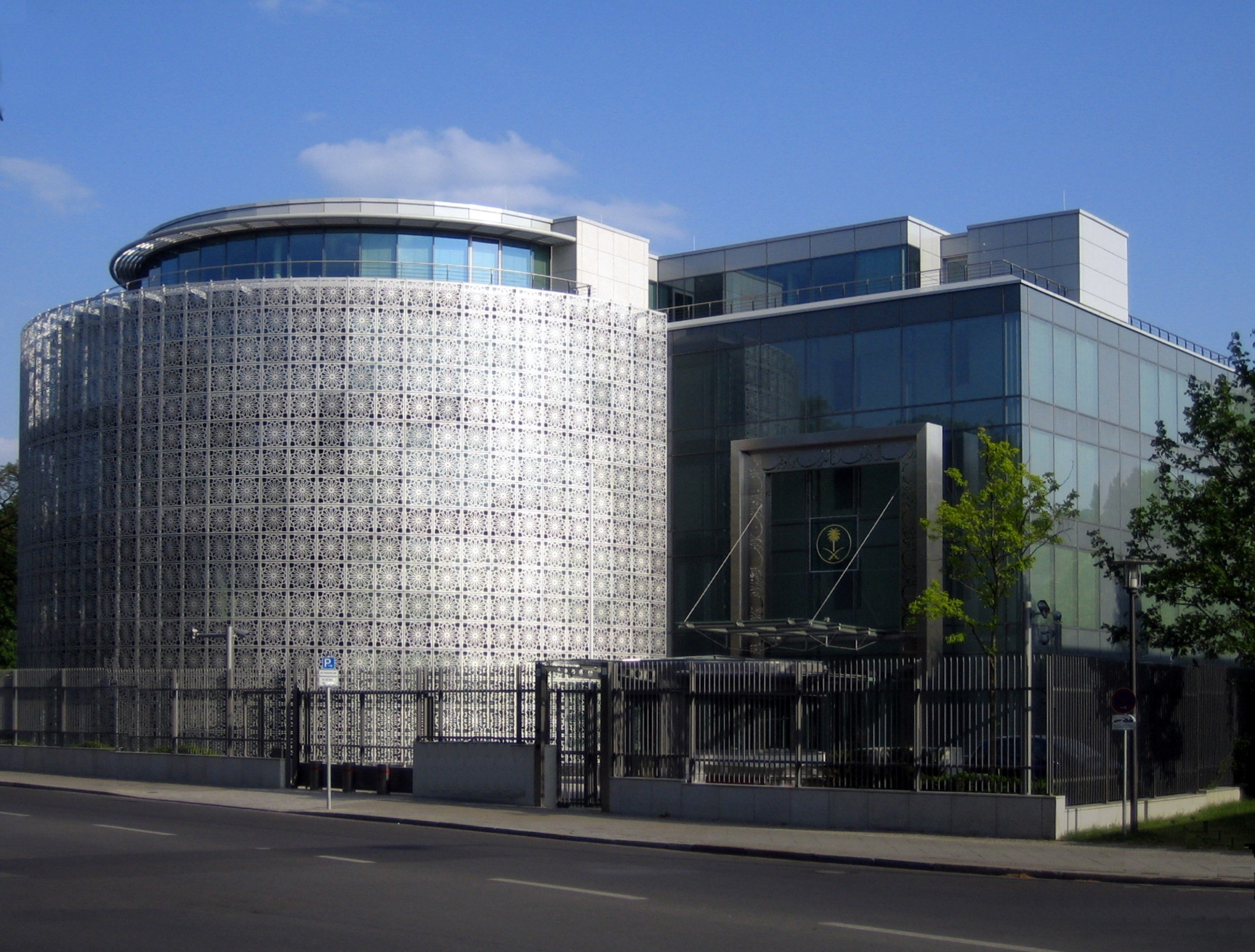
Botschaft in der Tiergartenstraße 33/34 in Berlin-Tiergarten

Die Botschaft des Königreichs Saudi-Arabien in Berlin (arabisch سفارة المملكة العربية السعودية) ist der Hauptsitz der diplomatischen Vertretung des Königreichs Saudi-Arabien in Deutschland. Das Botschaftsgebäude befindet sich in der Tiergartenstraße 33/34 im Ortsteil Tiergarten des Bezirks Mitte. In Frankfurt am Main befindet sich ein von der Konsularabteilung der Botschaft unabhängig organisiertes Generalkonsulat Saudi-Arabiens.
Botschafter ist seit dem 31. Mai 2023 Abdullah bin Khalid bin Sultan Al Saud.

## Geschichte
Bereits im Jahr 1929 wurde ein Freundschaftsvertrag zwischen dem Deutschen Reich und dem Königreich Hedschas, Nadschd und der zugehörigen Gebiete geschlossen. 
Am 10. November 1954 nahmen Saudi-Arabien und die Bundesrepublik Deutschland diplomatische Beziehungen auf. In der damaligen Bundeshauptstadt Bonn befand sich von 1957 bis 2001 die Botschaft Saudi-Arabiens in der Rheinallee 27 bzw. Godesberger Allee 40–42.
Mit der deutschen Wiedervereinigung und der Verlegung des deutschen Regierungssitzes nach Berlin durch das Bonn-Berlin-Gesetz plante auch das Königreich, seine Botschaft in der Hauptstadt neu einzurichten.

## Gebäude
Ein neues Gebäude in Berlin entstand in den Jahren 2006–2008 nach Entwürfen der Architekten Gerhard Bartels und Nabil Fanous, die Ausführung und deren Planung oblagen der BCB Bartels Consult GmbH und Braun, Schlockermann & Partner. Der Gebäudekomplex wird dominiert von einem halbrunden Gebäudeteil mit einer Fassade aus quadratisch angeordneten ornamentalen Edelstahlelementen und einem zurückgesetzten gläsernen Kubus als Eingangsbereich. Als Nutzfläche sind zwei Kelleretagen, vier Vollgeschosse und ein Staffelgeschoss vorhanden. Im Gebäude befinden sich die eigentliche Botschaft, das Konsulat und die Residenz des Botschafters. Die Außenanlagen sind mit reichhaltiger Begrünung künstlerisch gestaltet, es gibt auch verschiedenartig angelegte Brunnen, in deren Wasseroberfläche sich die Gebäudearchitektur widerspiegelt.